# Sportverein 1916 Sandhausen 2022-2023
Questa voce raccoglie le informazioni riguardanti lo Sportverein 1916 Sandhausen nelle competizioni ufficiali della stagione 2022-2023.

## Stagione
Nella stagione 2022-2023 il Sandhausen, allenato da Alois Schwartz, Tomas Oral e Gerhard Kleppinger, concluse il campionato di 2. Bundesliga al 18º posto e fu retrocesso in 3. Liga. In Coppa di Germania il Sandhausen fu eliminato al ottavi di finale dal Friburgo.

## Rosa
| N. |                                 | Ruolo | Calciatore          |
| -- | ------------------------------- | ----- | ------------------- |
| 1  | Germania (bandiera)             | P     | Patrick Drewes      |
| 2  | Russia (bandiera)               | D     | Aleksandr Žirov     |
| 3  | Bosnia ed Erzegovina (bandiera) | D     | Dario Đumić         |
| 5  | Germania (bandiera)             | C     | Marcel Mehlem       |
| 6  | Germania (bandiera)             | C     | Bekir El-Zein       |
| 8  | Germania (bandiera)             | C     | Christian Kinsombi  |
| 9  | Rep. Ceca (bandiera)            | A     | Matěj Pulkrab       |
| 10 | Germania (bandiera)             | C     | David Kinsombi      |
| 11 | Germania (bandiera)             | C     | Philipp Ochs        |
| 14 | Marocco (bandiera)              | A     | Hamadi Al Ghaddioui |
| 15 | Germania (bandiera)             | D     | Immanuel Höhn       |
| 17 | Germania (bandiera)             | C     | Erik Zenga          |
| 18 | Germania (bandiera)             | D     | Dennis Diekmeier    |
| 19 | Kosovo (bandiera)               | D     | Bashkim Ajdini      |
| 20 | Germania (bandiera)             | D     | Kerim Çalhanoğlu    |

| N. |                        | Ruolo | Calciatore         |
| -- | ---------------------- | ----- | ------------------ |
| 21 | Germania (bandiera)    | P     | Timo Königsmann    |
| 22 | Austria (bandiera)     | C     | Marcel Ritzmaier   |
| 23 | Turchia (bandiera)     | A     | Ahmed Kutucu       |
| 24 | Germania (bandiera)    | C     | Merveille Papela   |
| 25 | Senegal (bandiera)     | D     | Oumar Diakhité     |
| 26 | Germania (bandiera)    | C     | Janik Bachmann     |
| 27 | Germania (bandiera)    | D     | Arne Sicker        |
| 29 | Svizzera (bandiera)    | A     | Kemal Ademi        |
| 30 | Germania (bandiera)    | A     | Alexander Esswein  |
| 32 | Germania (bandiera)    | D     | Raphael Framberger |
| 33 | Germania (bandiera)    | P     | Nikolai Rehnen     |
| 36 | Inghilterra (bandiera) | D     | Chima Okoroji      |
| 37 | Israele (bandiera)     | C     | Josef Ganda        |
| 38 | Germania (bandiera)    | A     | Franck Evina       |
| 40 | Germania (bandiera)    | P     | Benedikt Grawe     |

## Organigramma societario
Area tecnica
- Allenatore: Danny Galm
- Allenatore in seconda: Oscar Corrochano, Marcus Fritz, Gerhard Kleppinger
- Preparatore dei portieri: Daniel Ischdonat
- Preparatori atletici: David Lechner, David Lechner

## Calciomercato

### Sessione estiva
| Acquisti | Acquisti         | Acquisti              | Acquisti |
| R.       | Nome             | da                    | Modalità |
| -------- | ---------------- | --------------------- | -------- |
| C        | Merveille Papela | Magonza               |          |
| A        | Kemal Ademi      | Chimki                |          |
| C        | Josef Ganda      | Admira Wacker M.      |          |
| C        | Bekir El-Zein    | Borussia Dortmund U19 |          |
| C        | David Kinsombi   | Amburgo               |          |
| C        | Philipp Ochs     | Hannover 96           |          |
| A        | Matěj Pulkrab    | Sparta Praga          |          |

| Cessioni | Cessioni        | Cessioni         | Cessioni |
| R.       | Nome            | a                | Modalità |
| -------- | --------------- | ---------------- | -------- |
| A        | Maurice Deville | Swift Hesperange |          |
| A        | Erich Berko     | Maccabi Natanya  |          |
| C        | Julius Biada    | Saarbrücken      |          |
| A        | Alou Kuol       | Stoccarda        |          |
| C        | Nils Seufert    | Greuther Fürth   |          |
| A        | Pascal Testroet | Ingolstadt 04    |          |

### Sessione invernale
| Acquisti | Acquisti            | Acquisti       | Acquisti |
| R.       | Nome                | da             | Modalità |
| -------- | ------------------- | -------------- | -------- |
| C        | Marcel Mehlem       | Paderborn      |          |
| A        | Hamadi Al Ghaddioui | Pafos          |          |
| D        | Raphael Framberger  | Augusta        |          |
| D        | Kerim Çalhanoğlu    | Schalke 04     |          |
| A        | Franck Evina        | Hannover 96 II |          |

| Cessioni | Cessioni       | Cessioni          | Cessioni |
| R.       | Nome           | a                 | Modalità |
| -------- | -------------- | ----------------- | -------- |
| D        | Vincent Schwab | Eintracht Treviri |          |
| A        | Cebio Soukou   | Bandırmaspor      |          |
| C        | Tom Trybull    | Blackpool         |          |

## Risultati

### 2. Bundesliga

#### Girone di andata
| Arbitro: | Bacher |

|                   |           |             |
| Kinsombi 11’, 63’ | Marcatori | 59’ Okugawa |

| Arbitro: | Winter |

|                    |           |           |
| Manu 9’ Mehlem 55’ | Marcatori | 24’ Žirov |

| Arbitro: | Waschitzki-Günther |

|              |           |  |
| Bachmann 46’ | Marcatori |  |

| Arbitro: | Alt |

|                               |           |                         |
| Batmaz 32’ Rapp 84’ Cueto 87’ | Marcatori | 10’ Kinsombi 61’ Kutucu |

| Arbitro: | Burda |

|            |           |                       |
| Ajdini 33’ | Marcatori | 49’ Daferner 90’ Duah |

| Arbitro: | Sather |

|               |           |  |
| Skrzybski 72’ | Marcatori |  |

| Sandhausen 4 settembre 2022, ore 13:30 CEST 7ª giornata | Sandhausen | 0 – 0 referto | Kaiserslautern | Hardtwaldstadion (11 378 spett.)\| Arbitro: \| Brand \| |
| Arbitro:                                                | Brand      |               |                |                                                         |

| Arbitro: | Bacher |

|            |           |              |
| Irvine 38’ | Marcatori | 71’ Kinsombi |

| Arbitro: | Haslberger |

|                                |           |                                     |
| Kinsombi 56’ (rig.) Ajdini 73’ | Marcatori | 14’ Teuchert 65’ Nielsen 71’ Muroya |

| Arbitro: | Lechner |

|           |           |             |
| Green 48’ | Marcatori | 12’ Esswein |

| Arbitro: | Exner |

|              |           |  |
| Kinsombi 74’ | Marcatori |  |

| Arbitro: | Reichel |

|                                      |           |  |
| Pieringer 10’ Leipertz 47’ Heuer 54’ | Marcatori |  |

| Arbitro: | Aarnink |

|                            |           |             |
| Žirov 1’ (aut.) Albers 70’ | Marcatori | 12’ Esswein |

| Arbitro: | Sather |

|                           |           |                     |
| Bachmann 65’ Kinsombi 80’ | Marcatori | 52’ Ujah 74’ Donkor |

| Arbitro: | Hartmann |

|  |           |              |
|  | Marcatori | 45’ Kinsombi |

| Arbitro: | Hempel |

|                                     |           |                                                         |
| Papela 50’ Kinsombi 76’ Esswein 80’ | Marcatori | 31’ Siersleben 40’ Kleindienst 48’ Kühlwetter 73’ Sessa |

| Arbitro: | Willenborg |

|                                            |           |                         |
| Glatzel 27’, 80’ Reis 56’ Žirov 74’ (aut.) | Marcatori | 50’ Soukou 68’ Kinsombi |

#### Girone di ritorno
| Arbitro: | Winter |

|             |           |                          |
| Andrade 45’ | Marcatori | 13’ Kinsombi 33’ Esswein |

| Arbitro: | Jöllenbeck |

|  |           |                                          |
|  | Marcatori | 6’, 25’ Honsak 55’ Vilhelmsson 89’ Karic |

| Arbitro: | Lechner |

|                           |           |  |
| Oberdorf 85’ Hennings 88’ | Marcatori |  |

| Arbitro: | Badstübner |

|  |           |                                         |
|  | Marcatori | 8’ Gondorf 52’ Kaufmann 73’ Schleusener |

| Arbitro: | Braun |

|                 |           |  |
| Duah 86’ (rig.) | Marcatori |  |

| Arbitro: | Hartmann |

|           |           |          |
| Evina 90’ | Marcatori | 47’ Wahl |

| Arbitro: | Burda |

|                             |           |                     |
| Tomiak 35’ Kraus 76’ (rig.) | Marcatori | 8’ Kutucu 80’ Evina |

| Arbitro: | Aytekin |

|  |           |                                                        |
|  | Marcatori | 19’ Saliakas 24’ Daschner 25’ Afolayan 45’, 88’ Irvine |

| Arbitro: | Brych |

|                               |           |              |
| Beier 45’ Köhn 61’ Schaub 88’ | Marcatori | 14’ Kinsombi |

| Arbitro: | Petersen |

|  |           |                    |
|  | Marcatori | 9’ Hrgota 26’ Ache |

| Arbitro: | Thomsen |

|             |           |                |
| Piccini 89’ | Marcatori | 25’, 66’ Đumić |

| Arbitro: | Stieler |

|                     |           |                      |
| Ademi 31’ Evina 48’ | Marcatori | 19’ Muslija 27’ Rohr |

| Arbitro: | Aytekin |

|                      |           |           |
| Papela 16’ Đumić 52’ | Marcatori | 64’ Owusu |

| Arbitro: | Siebert |

|                        |           |           |
| Decarli 82’ Donkor 89’ | Marcatori | 88’ Žirov |

| Arbitro: | Storks |

|              |           |                               |
| Bachmann 54’ | Marcatori | 17’ Fröling 37’ (rig.) Pröger |

| Arbitro: | Brand |

|           |           |  |
| Beste 68’ | Marcatori |  |

| Arbitro: | Badstübner |

|  |           |          |
|  | Marcatori | 3’ Dompé |

### Coppa di Germania
| Arbitro: | Lechner |

|  |           |                                        |
|  | Marcatori | 23’, 45’ Bachmann 32’ Kutucu 51’ Žirov |

| Arbitro: | Petersen |

|                                                         |                      |                                                             |
| Ambrosius 8’ (aut.) Žirov 44’                           | Marcatori            | 58’ (rig.) Wanitzek 72’ Breithaupt                          |
| Ochs Soukou Papela Bachmann Ritzmaier Đumić Höhn Kutucu | Tiri di rigore 8 – 7 | Wanitzek Gondorf Heise Breithaupt Rapp Kaufmann Choi Franke |

| Arbitro: | Fritz |

|  |           |                           |
|  | Marcatori | 87’ Lienhart 90’ Petersen |

## Statistiche

### Statistiche di squadra
| Competizione      | Punti | In casa | In casa | In casa | In casa | In casa | In casa | In trasferta | In trasferta | In trasferta | In trasferta | In trasferta | In trasferta | Totale | Totale | Totale | Totale | Totale | Totale | DR  |
| Competizione      | Punti | G       | V       | N       | P       | Gf      | Gs      | G            | V            | N            | P            | Gf           | Gs           | G      | V      | N      | P      | Gf     | Gs     | DR  |
| ----------------- | ----- | ------- | ------- | ------- | ------- | ------- | ------- | ------------ | ------------ | ------------ | ------------ | ------------ | ------------ | ------ | ------ | ------ | ------ | ------ | ------ | --- |
| 2. Bundesliga     | 28    | 17      | 4       | 4       | 9       | 18      | 33      | 17           | 3            | 3            | 11           | 17           | 30           | 34     | 7      | 7      | 20     | 35     | 63     | -28 |
| Coppa di Germania | -     | 2       | 0       | 1       | 1       | 2       | 4       | 1            | 1            | 0            | 0            | 4            | 0            | 3      | 1      | 1      | 1      | 6      | 4      | +2  |
| Totale            | 28    | 19      | 4       | 5       | 10      | 20      | 37      | 18           | 4            | 3            | 11           | 21           | 30           | 37     | 8      | 8      | 21     | 41     | 67     | -26 |

### Andamento in campionato
| Giornata  | 1 | 2  | 3 | 4  | 5  | 6  | 7  | 8  | 9  | 10 | 11 | 12 | 13 | 14 | 15 | 16 | 17 | 18 | 19 | 20 | 21 | 22 | 23 | 24 | 25 | 26 | 27 | 28 | 29 | 30 | 31 | 32 | 33 | 34 |
| --------- | - | -- | - | -- | -- | -- | -- | -- | -- | -- | -- | -- | -- | -- | -- | -- | -- | -- | -- | -- | -- | -- | -- | -- | -- | -- | -- | -- | -- | -- | -- | -- | -- | -- |
| Luogo     | C | T  | C | T  | C  | T  | C  | T  | C  | T  | C  | T  | T  | C  | T  | C  | T  | T  | C  | T  | C  | T  | C  | T  | C  | T  | C  | T  | C  | C  | T  | C  | T  | C  |
| Risultato | V | P  | V | P  | P  | P  | N  | N  | P  | N  | V  | P  | P  | N  | V  | P  | P  | V  | P  | P  | P  | P  | N  | N  | P  | P  | P  | V  | N  | V  | P  | P  | P  | P  |
| Posizione | 5 | 10 | 6 | 10 | 14 | 14 | 13 | 13 | 15 | 15 | 11 | 15 | 16 | 17 | 15 | 16 | 18 | 12 | 15 | 17 | 18 | 18 | 17 | 18 | 18 | 18 | 18 | 18 | 18 | 18 | 18 | 18 | 18 | 18 |

Legenda:

Luogo: C = Casa; T = Trasferta. Risultato: V = Vittoria; N = Pareggio; P = Sconfitta.

### Statistiche dei giocatori
| Giocatore     | 2. Bundesliga | 2. Bundesliga | 2. Bundesliga | 2. Bundesliga | Coppa di Germania | Coppa di Germania | Coppa di Germania | Coppa di Germania | Totale   | Totale | Totale      | Totale     |
| Giocatore     | Presenze      | Reti          | Ammonizioni   | Espulsioni    | Presenze          | Reti              | Ammonizioni       | Espulsioni        | Presenze | Reti   | Ammonizioni | Espulsioni |
| ------------- | ------------- | ------------- | ------------- | ------------- | ----------------- | ----------------- | ----------------- | ----------------- | -------- | ------ | ----------- | ---------- |
| K. Ademi      | 16            | 1             | 2             | 0             | 1                 | 0                 | 1                 | 0                 | 17       | 1      | 3           | 0          |
| B. Ajdini     | 26            | 2             | 5             | 0             | 2                 | 0                 | 0                 | 0                 | 28       | 2      | 5           | 0          |
| J. Bachmann   | 28            | 3             | 8             | 0             | 3                 | 2                 | 0                 | 0                 | 31       | 5      | 8           | 0          |
| O. Diakhité   | 4             | 0             | 0             | 0             | 0                 | 0                 | 0                 | 0                 | 4        | 0      | 0           | 0          |
| D. Diekmeier  | 13            | 0             | 2             | 0             | 1                 | 0                 | 0                 | 0                 | 14       | 0      | 2           | 0          |
| P. Drewes     | 30            | 0             | 2             | 0             | 3                 | 0                 | 0                 | 0                 | 33       | 0      | 2           | 0          |
| B. El-Zein    | 13            | 0             | 2             | 0             | 1                 | 0                 | 0                 | 0                 | 14       | 0      | 2           | 0          |
| A. Esswein    | 29            | 4             | 10            | 1             | 3                 | 0                 | 0                 | 0                 | 32       | 4      | 10          | 1          |
| F. Evina      | 13            | 3             | 3             | 0             | 0                 | 0                 | 0                 | 0                 | 13       | 3      | 3           | 0          |
| R. Framberger | 5             | 0             | 0             | 0             | 1                 | 0                 | 0                 | 0                 | 6        | 0      | 0           | 0          |
| J. Ganda      | 10            | 0             | 1             | 0             | 0                 | 0                 | 0                 | 0                 | 10       | 0      | 1           | 0          |
| H. Ghaddioui  | 10            | 0             | 2             | 0             | 1                 | 0                 | 0                 | 0                 | 11       | 0      | 2           | 0          |
| B. Grawe      | 0             | 0             | 0             | 0             | 0                 | 0                 | 0                 | 0                 | 0        | 0      | 0           | 0          |
| I. Höhn       | 18            | 0             | 3             | 0             | 2                 | 0                 | 0                 | 0                 | 20       | 0      | 3           | 0          |
| C. Kinsombi   | 31            | 6             | 4             | 0             | 2                 | 0                 | 1                 | 0                 | 33       | 6      | 5           | 0          |
| D. Kinsombi   | 27            | 6             | 5             | 0             | 3                 | 0                 | 0                 | 0                 | 30       | 6      | 5           | 0          |
| A. Kutucu     | 22            | 2             | 5             | 0             | 2                 | 1                 | 1                 | 0                 | 24       | 3      | 6           | 0          |
| T. Königsmann | 0             | 0             | 0             | 0             | 0                 | 0                 | 0                 | 0                 | 0        | 0      | 0           | 0          |
| M. Mehlem     | 7             | 0             | 1             | 0             | 1                 | 0                 | 0                 | 0                 | 8        | 0      | 1           | 0          |
| P. Ochs       | 19            | 0             | 3             | 0             | 3                 | 0                 | 0                 | 0                 | 22       | 0      | 3           | 0          |
| C. Okoroji    | 19            | 0             | 2             | 0             | 1                 | 0                 | 0                 | 0                 | 20       | 0      | 2           | 0          |
| M. Papela     | 19            | 2             | 6             | 0             | 1                 | 0                 | 1                 | 0                 | 20       | 2      | 7           | 0          |
| M. Pulkrab    | 16            | 0             | 1             | 0             | 1                 | 0                 | 0                 | 0                 | 17       | 0      | 1           | 0          |
| N. Rehnen     | 4             | 0             | 0             | 0             | 1                 | 0                 | 0                 | 0                 | 5        | 0      | 0           | 0          |
| M. Ritzmaier  | 11            | 0             | 1             | 0             | 2                 | 0                 | 0                 | 0                 | 13       | 0      | 1           | 0          |
| V. Schwab     | 0             | 0             | 0             | 0             | 0                 | 0                 | 0                 | 0                 | 0        | 0      | 0           | 0          |
| A. Sicker     | 14            | 0             | 3             | 0             | 0                 | 0                 | 0                 | 0                 | 14       | 0      | 3           | 0          |
| C. Soukou     | 13            | 1             | 1             | 0             | 1                 | 0                 | 0                 | 0                 | 14       | 1      | 1           | 0          |
| T. Trybull    | 12            | 0             | 3             | 1             | 1                 | 0                 | 0                 | 0                 | 13       | 0      | 3           | 1          |
| E. Zenga      | 17            | 0             | 5             | 0             | 2                 | 0                 | 0                 | 0                 | 19       | 0      | 5           | 0          |
| A. Žirov      | 33            | 2             | 3             | 0             | 3                 | 2                 | 0                 | 0                 | 36       | 4      | 3           | 0          |
| K. Çalhanoğlu | 8             | 0             | 2             | 0             | 1                 | 0                 | 0                 | 0                 | 9        | 0      | 2           | 0          |
| D. Đumić      | 30            | 3             | 4             | 0             | 3                 | 0                 | 1                 | 0                 | 33       | 3      | 5           | 0          |